# Genji (era)
Genji (元治?) è stata un'era giapponese, successiva all'era Bunkyū e precedente a quella Keiō, che va dal 27 marzo 1864 al 1º maggio 1865 e in cui l'imperatore era Kōmei.

## Cambio d'epoca
Il nome della nuova era (che significa "regola originale") deriva dall'I Ching e fu creato per segnare l'inizio di un nuovo ciclo di 60 anni dello zodiaco cinese.

## Eventi
- 8 luglio 1864 (Genji 1, quinto giorno del sesto mese): alcuni membri della Shinsengumi, il corpo di polizia fedelle al Bakufu, attaccano la fazione lealista imperiale di Choshu e anti-Tokugawa, in quello che è conosciuto come l'incidente Ikedaya.
- 12 agosto 1864 (Genji 1, 11º giorno del settimo mese): Sakuma Shōzan viene assassinato all'età di 53 anni[3] da Kawakami Gensai su mandato di alcuni gruppi radicali anti-stranieri per le sue posizioni a favore dell'apertura del Paese.[4][5]
- 5-6 settembre 1864 (Genji 1, 5-6º giorno dell'ottavo mese): avviene la battaglia finale della campagna di Shimonoseki.[6]